# Giuseppe Schininà di Sant'Elia
Giuseppe Schininà di Sant’Elia (Ragusa, 24 september 1850 – aldaar, 2 december 1922) was een edelman en industrieel in Sicilië in het koninkrijk Italië. Hij was burgemeester van Ragusa en senator voor het leven.

## Levensloop
Schininà stamde af van een adellijke familie in het graafschap Modica op Sicilië. Zijn ouders waren Mario baron Schininà di San Filippo e del Monte en Marianna Arezzo. Schininà erfde de volgende titels: baron van San Filippo di Ragusa, baron van Monte en markies van Sant’Elia. Dit ging gepaard met de erfelijke verwerving van grootgrondbezit. 
Hij ging in de lokale politiek. Zo was hij gemeenteraadslid in Ragusa en provincieraadslid in Syracuse. Hij was voorzitter van het Comité voor Liefdadigheid in Ragusa. Tweemaal was hij burgemeester van Ragusa: van mei 1893 tot december 1893, en van oktober 1896 tot augustus 1897. Schininà was van liberale strekking.
Omdat hij jaarlijks gedurende drie jaar drieduizend lire belasting betaalde op zijn industriële en agrarische activiteiten, verwierf hij een senaatszetel in Rome (1900). In de senaat was hij niet actief.